# Doris Willette
Doris Willette (née le 11 février 1988 à Lafayette, en Californie) est une escrimeuse américaine au fleuret. Sa mère est une immigrante en provenance de Taïwan. Willette faisait partie de l'équipe olympique américaine lors des Jeux olympiques d'été de 2012 dans l'épreuve du fleuret féminin par équipe.
Willette est diplômée de l'Université d'État de Pennsylvanie. Elle a remporté les Championnats de la NCAA dans la catégorie fleuret en 2009 et 2011. Willette a remporté une médaille d'or dans l'épreuve du fleuret féminin par équipe des Jeux panaméricains de 2011 et l'or par équipe et la médaille d'argent lors de l'épreuve individuelle lors des Championnats panaméricains d'escrime 2011.